# Episodi di Law & Order - Unità vittime speciali (ventiseiesima stagione)
La ventiseiesima stagione della serie televisiva Law & Order - Unità vittime speciali, composta da 22 episodi, è stata trasmessa in prima visione negli Stati Uniti d'America dal 3 ottobre 2024 al 15 maggio 2025 su NBC.
In Italia, la stagione è stata trasmessa in prima visione su Sky Investigation dal 2 febbraio al 29 giugno 2025.
| nº | Titolo originale      | Titolo italiano             | Prima TV USA     | Prima TV Italia  |
| -- | --------------------- | --------------------------- | ---------------- | ---------------- |
| 1  | Fractured             | Fragile                     | 3 ottobre 2024   | 2 febbraio 2025  |
| 2  | Excavation            | Scavare nel passato         | 10 ottobre 2024  | 9 febbraio 2025  |
| 3  | Divide and Conquer    | Divide et Impera            | 17 ottobre 2024  | 16 febbraio 2025 |
| 4  | Constricted           | Strangolate                 | 24 ottobre 2024  | 23 febbraio 2025 |
| 5  | Economics of Shame    | Il mercato della vergogna   | 31 ottobre 2024  | 2 marzo 2025     |
| 6  | Rorschach             | Amore e possesso            | 7 novembre 2024  | 9 marzo 2025     |
| 7  | Tenfold               | Dieci volte                 | 14 novembre 2024 | 16 marzo 2025    |
| 8  | Cornered              | Messi all'angolo            | 21 novembre 2024 | 23 marzo 2025    |
| 9  | First Light           | La luce in fondo al tunnel  | 16 gennaio 2025  | 30 marzo 2025    |
| 10 | Master Key            | Passpartout                 | 23 gennaio 2025  | 6 aprile 2025    |
| 11 | Deductible            | Sesso e affari              | 30 gennaio 2025  | 13 aprile 2025   |
| 12 | Calculated            | Caccia grossa               | 13 febbraio 2025 | 20 aprile 2025   |
| 13 | Extinguished          | Fuoco da estinguere         | 20 febbraio 2025 | 27 aprile 2025   |
| 14 | The Grid Plan         | Una città insicura          | 27 febbraio 2025 | 4 maggio 2025    |
| 15 | Undertow              | Sotto la superficie         | 13 marzo 2025    | 11 maggio 2025   |
| 16 | Let Me Bring Pardon   | Fa' che lo porti il perdono | 20 marzo 2025    | 18 maggio 2025   |
| 17 | Accomplice Liability  | Responsabilità del complice | 3 aprile 2025    | 25 maggio 2025   |
| 18 | The Accuser           | L'accusatore                | 10 aprile 2025   | 1° giugno 2025   |
| 19 | Play With Fire Part 2 | Giocare con il fuoco        | 17 aprile 2025   | 8 giugno 2025    |
| 20 | Shock Collar          | Collare elettrico           | 1° maggio 2025   | 15 giugno 2025   |
| 21 | Aperture              | Una famiglia distrutta      | 8 maggio 2025    | 22 giugno 2025   |
| 22 | Post-Rage             | Dopo la rabbia              | 15 maggio 2025   | 29 giugno 2025   |

## Fragile
- Titolo originale: Fractured
- Diretto da: Norberto Barba
- Scritto da: David Graziano e Julie Martin

### Trama
La squadra viene chiamata in un dormitorio fuori dal campus e sulla scena di una brutale aggressione a tre studenti di giurisprudenza: Shelli Henson, picchiata a morte con un martello; Damon Reynolds, in coma con trauma cranico; Elodie Whitfield, violentata e traumatizzata. Una telecamera nascosta ha ripreso il loro rapporto a tre, ma non l'aggressione. Il primo sospettato è il compagno di stanza dei ragazzi, Teddy Hall, ma poi cominciano a sospettare anche di Sam Ellis, che ha installato la telecamera. Un'ulteriore prova, una testimonianza video privata, viene trovata presso un gruppo per l'emancipazione femminile. L'unica possibilità di condanna per Carisi è scoprire che uno dei due imputati menta.

## Scavare nel passato
- Titolo originale: Excavation
- Diretto da: Juan José Campanella
- Scritto da: Kathy Dobie (sceneggiatura), David Graziano (soggetto) e Julie Martin (soggetto)

### Trama
Mentre aiuta la sua famiglia a ripulire la casa della sua infanzia, Maggie Andrews trova un vecchio quaderno che scatena ricordi devastanti, repressi, di quando aveva solo otto anni e che riguardano il suo patrigno, il giudice federale in pensione Leonard Andrews. La squadra indaga, ma il giudice sostiene che si stesse solo cimentando nella scrittura di un romanzo. La madre di Maggie, la dottoressa Lillian Andrews, sostiene la versione del marito; tutti sanno che Maggie è un'alcolizzata, instabile nel lavoro e nella vita sociale. Considerato il crimine decennale, presentare le accuse è ancora più difficile per Carisi quando il giudice si fa avanti.

## Divide et Impera
- Titolo originale: Divide and Conquer
- Diretto da: Martha Mitchell
- Scritto da: David Graziano e Julie Martin

### Trama
Durante una riunione informativa, la sergente Rollins fa rapporto alla Divisione Intelligence con il suo nuovo partner, il detective Vince Corgan, su una banda di quattro uomini che rapinano i "turisti del crimine" provenienti dall'Albania. Nel frattempo, la stessa banda sta facendo irruzione nella casa del ricco proprietario di una catena di palestre, James Fletcher. Gli sparano, violentano sua moglie Nora mentre lui e due amici guardano impotenti, e la banda scappa con 10 milioni di dollari in oro. La squadra Intelligence di Rollins e l'Unità vittime speciali di Benson si dividono per smantellare la banda e scoprire chi li ha ingaggiati. Viene trovato un sospettato e Benson cerca di aiutare Nora ad affrontare il trauma.

## Strangolate
- Titolo originale: Constricted
- Diretto da: Michael Smith
- Scritto da: Candice Sanchez McFarlane (sceneggiatura), David Graziano (soggetto) e Julie Martin (soggetto)

### Trama
I sedicenni Hannah Brolin e Ryan Blake, alla loro prima esperienza, hanno un appuntamento romantico che si conclude a casa di lei con la benedizione della madre Allison, ma Hannah finisce in ospedale con segni di soffocamento e una commozione cerebrale. L'Unità vittime speciali indaga su come la situazione sia degenerata così in fretta e chi ne sia il responsabile. Quando due ragazzi di tredici anni tentano di soffocare la dodicenne Eliza Quinn, lei viene investita da un taxi mentre cerca di scappare. Uno dei ragazzi è il cugino di Ryan, che sostiene che Ryan abbia mostrato loro un video pornografico sul soffocamento fornito dal padre di Ryan, Josh. Ora in possesso del nesso causale, Carisi avanza le accuse. Carisi chiede consiglio a Benson riguardo alle sue due figlie in crescita.
- Guest star: Rosie Benton (Allison Brolin).

## Il mercato della vergogna
- Titolo originale: Economics of Shame
- Diretto da: Jean de Segonzac
- Scritto da: Brendan Feeney (sceneggiatura), David Graziano (soggetto) e Julie Martin (soggetto)

### Trama
La giornalista televisiva Kelsey Sommers va al suo primo appuntamento dopo un anno dalla fine del suo fidanzamento, ma cade vittima di un giro di estorsione sessuale e teme che la sua carriera finisca. Benson la aiuta a scendere da una sporgenza e la esorta a riprendere il controllo. L'Unità Vittime Speciali scopre altre vittime del giro e Velasco agisce sotto copertura, fingendosi un ricco investitore di capitale di rischio di Città del Messico per raggiungere i capi del giro. Benson ha un'idea per aiutare Kelsey a riprendere il controllo.

## Amore e possesso
- Titolo originale: Rorschach
- Diretto da: Oscar Rene Lozoya II
- Scritto da: Nicholas Evangelista (sceneggiatura), David Graziano (soggetto) e Julie Martin (soggetto)

### Trama
L'agente dell'FBI Harrison "Clark Kent" Clay si rivolge all'Unità vittime speciali per chiedere aiuto in un caso che coinvolge una coppia di influencer di viaggio di Los Angeles e un apparente stupro in un remoto campeggio nella contea di Rockland, lungo il sentiero degli Appalachi che attraversa quattordici stati. Ellie Hughes è stata trovata seminuda e colpita con una pietra, mentre Chris Becker è stato accoltellato vicino al cuore. A causa della passata esperienza di Silva nella Divisione Omicidi, Benson la manda sul posto, accompagnata da Velasco che sfida il suo istinto. La squadra inizia a mettere in discussione la differenza tra la personalità online e quella offline della coppia dopo che Silva effettua una ricerca che rivela che la coppia era stata fermata in Georgia. Fin e Velasco parlano con l'agente di polizia Jonah Nelson, che mostra loro il filmato della body cam del fermo. Silva e Bruno esaminano attentamente i loro filmati online per scoprire cosa sia realmente accaduto. La madre di Chris, Virginia Becker, fa tutto il possibile per bloccare le indagini e proteggere suo figlio. Bruno chiede a Silva cosa l'abbia spinta a passare dalla Omicidi all'Unità vittime speciali.

## Dieci volte
- Titolo originale: Tenfold
- Diretto da: Jonathan Herron
- Scritto da: Gabriel Vallejo (sceneggiatura), David Graziano (soggetto) e Julie Martin (soggetto)

### Trama
Wallen Sipes usa il biglietto da visita datole dal detective Bruno per chiamare l'Unità Vittime Speciali dopo essere stata aggredita e violentata. Fin e Bruno intervengono per rintracciare uno stupratore seriale. Carisi cerca di impedire a un pedofilo di commettere un crimine sessuale prima che venga commesso, chiedendo aiuto a Benson per indagare su un supplente di scuola elementare, Timothy Cottle.

## Messi all'angolo
- Titolo originale: Cornered
- Diretto da: Juan José Campanella
- Scritto da: David Graziano e Julie Martin

### Trama
Carisi, le due laureate Tess Milburn ed Elizabeth Alden e il commesso Ali Imran vengono tutti bloccati in una bodega dal detenuto appena rilasciato Boyd Lynch e dal suo complice in libertà vigilata, Deonte Mosley. Benson, chiedendosi perché Carisi sia in ritardo, va a controllare in bodega e viene presa in ostaggio anche lei. Carisi cerca di proteggere gli ostaggi, ma Boyd è fuori di sé, così Carisi cerca di convincere Mosley. Rollins arriva sul posto e Benson tenta un piano rischioso.

## La luce in fondo al tunnel
- Titolo originale: First Light
- Diretto da: Norberto Barba
- Scritto da: David Graziano e Julie Martin

### Trama
Il professore di inglese Harris Vernon e sua moglie Katharine iniziano la giornata di buon umore finché non trovano la parola "Prostituta" scritta con lo spray sulla porta del garage. Quando Katharine riceve un video di lei che fa sesso con uno sconosciuto, di cui non ha alcun ricordo, contattano l'Unità Vittime Speciali per denunciare uno stupro. Bugie e tradimenti vengono scoperti su un forum online per coppie sposate che hanno smesso di fare sesso, chiamato "Sindrome del Compagno di Stanza". Carisi chiede a Rollins di far analizzare le caratteristiche della scrittura (grammatica, sintassi, punteggiatura) dal suo specialista in attribuzione di paternità per determinare chi ha invitato uno sconosciuto nel letto di Katharine. Carisi lotta con il disturbo da stress post-traumatico a causa dell'incidente al negozio di alimentari, e Benson lo aiuta a svegliarsi e a tornare al lavoro.

## Passpartout
- Titolo originale: Master Key
- Diretto da: Norberto Barba
- Scritto da: Nicholas Evangelista (sceneggiatura), David Graziano (soggetto) e Julie Martin (soggetto)

### Trama
Quando il sedicenne Anthony Reed scompare dalla casa per ragazzi West Harlem, la squadra cerca di capire se sia fuggito o se sia stato rapito. Viene diramato un allarme e le tracce portano a un hotel dove un fabbro di nome Colin Clark viene trovato ucciso a colpi d'arma da fuoco. Anthony viene trovato con la pistola in mano e l'Unità vittime speciali cerca di scoprire la verità nonostante le sue bugie. Parlano con la direttrice della casa famiglia Aurora Miller e con l'assistente sociale di Anthony, Michael Strickland, mentre la TARU (reparto della polizia di New York specializzato nel fornire supporto tecnico alle altre unità) esamina i tabulati telefonici e internet. La verità sul fallimento del sistema viene presto svelata.

## Sesso e affari
- Titolo originale: Deductible
- Diretto da: Oscar René Lozoya II
- Scritto da: Kathy Dobie

### Trama
Quando sua sorella Kyra non torna a casa dal lavoro, Jay Thompson, di nove anni, contatta l'undicesimo distretto che lo indirizza all'Unità Vittime Speciali. Kyra viene trovata al Mercy Hospital dopo essere stata violentata da Jim Hogan, CEO dell'azienda di elicotteri Helivate; lo stupro è stato apparentemente organizzato come "regalo di addio" da Frank Bailey, responsabile di AmeriWatch. Ne emerge un sistematico schema di ricatti e coercizione. Carisi chiede a Benson e Tutuola di trovare eventuali vittime del passato e un testimone si fa avanti. Quando sembra che le accuse di Bailey possano essere archiviate, Benson chiede a Grace Callahan, COO di AmeriWatch, di fare la cosa giusta.

## Caccia grossa
- Titolo originale: Calculated
- Diretto da: Batán Silva
- Scritto da: Greg Contaldi (sceneggiatura), David Graziano (soggetto) e Julie Martin (soggetto)

### Trama
Il preside Hobbs arresta Eli Sanders, uno studente sedicenne della Harrington Prep, per una foto di nudo di una ragazza inviata tramite l'app per telefono Ghost Letter. Benson e Silva interrogano Eli e inviano i suoi telefoni alla TARU (reparto della polizia di New York specializzato nel fornire supporto tecnico alle altre unità). Silva e Bruno interrogano Sharon Hayward e sua figlia Leah, che afferma di non aver mai inviato la foto a Eli, ma al suo compagno di studi della Ellsworth Academy, Oliver Banks. Quello che era iniziato come un caso de minimis, si trasforma in un'importante operazione sotto copertura. La TARU trova sessanta account Ghost Letter, scoprendo una rete di distribuzione che coinvolge centinaia di studenti minorenni. L'Unità vittime speciali trova un comune denominatore nel consulente per le ammissioni universitarie Adam Parker, che chiede di patteggiare, ottenendo un deciso rifiuto di Carisi e Benson. Carisi vuole arrestare i cinquanta pedofili a cui Parker ha venduto le foto, mentre Benson vuole coinvolgere l'FBI e forse persino l'Interpol. Parker si arrende, consegnando l'app Wish Crafter, e l'Unità si mette al lavoro per arrestare i pedofili. Silva, tuttavia, implora pietà per Matthew Daly, un uomo con problemi intellettivi, che ritiene innocente. Benson e Carisi si rivolgono a Baxter con la richiesta.

## Fuoco da estinguere
- Titolo originale: Extinguished
- Diretto da: Heather Quick
- Scritto da: Gabriel Vallejo (sceneggiatura), David Graziano (soggetto) e Julie Martin (soggetto)

### Trama
Due adolescenti del liceo vengono aggrediti con un coltello e la ragazza viene violentata a Highbridge Park a Washington Heights, vicino al palazzo di Velasco. Velasco e Bruno indagano, mentre Silva e Fin parlano con le vittime. Il vicino di Velasco, Danny Rocha, una guardia giurata troppo zelante e aspirante poliziotto, viene incarcerato per aver aggredito un sospettato con un manganello. La comunità di Velasco si mobilita per protestare con lo slogan "Liberate Rocha". Fin cerca di aiutare Velasco a radicarsi nella comunità per gestire la rabbia. Il sospettato viene scagionato. Velasco libera Rocha e i due iniziano a perlustrare il quartiere insieme. Poco dopo viene segnalato un secondo tentativo di stupro.

## Una città insicura
- Titolo originale: The Grid Plan
- Diretto da: Norberto Barba
- Scritto da: David Graziano e Julie Martin

### Trama
Una turista del Midwest viene brutalmente aggredita a Times Square. Mentre la squadra perlustra la zona alla ricerca di indizi, la vittima prende in mano le indagini. Un movente segreto minaccia di far fallire il caso di Carisi.

## Sotto la superficie
- Titolo originale: Undertow
- Diretto da: Martha Mitchell
- Scritto da: Brendan Feeney

### Trama
Un caso complicato di droga e sesso divide la squadra. Carisi deve convincere la giuria a concentrarsi sulla legge e non sulle accuse dell'imputato.

## Fa' che lo porti il perdono
- Titolo originale: Let Me Bring Pardon
- Diretto da: Brenna Malloy
- Scritto da: David Graziano e Julie Martin

### Trama
Il medico di una donna in coma chiama l'Unità Vittime Speciali quando scopre che la sua paziente è incinta. Benson deve convincere la famiglia a considerare i fatti e a rifiutare spiegazioni magiche. 

## Responsabilità del complice
- Titolo originale: Accomplice Liability
- Diretto da: Juan José Campanella
- Scritto da: David Graziano e Julie Martin

### Trama
Carisi cerca di mettere da parte il suo ruolo di viceprocuratore per testimoniare in un processo. Benson cerca di aiutare una vittima di stupro che sta lottando per riprendersi.

## L'accusatore
- Titolo originale: The Accuser
- Diretto da: Martha Mitchell
- Scritto da: Andrea Ciannavei

### Trama
Bruno aiuta un giovane testimone a trovare il coraggio di farsi avanti, dopo che un uomo viene brutalmente aggredito e bruciato. L'indagine dell'Unità Vittime Speciali porta alla luce un segreto vecchio di decenni. 

## Giocare con il fuoco
- Titolo originale: Play with Fire Part 2
- Diretto da: Juan José Campanella
- Scritto da: David Graziano e Julie Martin

### Trama
Quando l'Unità vittime speciali e un'altra squadra scoprono una serie di stupri e omicidi che prendono di mira donne emarginate, Carisi e il viceprocuratore Price uniscono le forze per accusare il sospettato di molteplici crimini.
- Questo episodio conclude un crossover iniziato nell'episodio 19x24 di Law & Order - I due volti della giustizia.

## Collare elettrico
- Titolo originale: Shock Collar
- Diretto da: Norberto Barba
- Scritto da: Kathy Dobie (sceneggiatura), Candice Sanchez McFarlane (sceneggiatura), David Graziano (soggetto) e Julie Martin (soggetto)

### Trama
Quando viene rubata un'auto con una bambina sul sedile posteriore, l'Unità vittime speciali indaga per capire se si è trattato di un crimine opportunistico o di un rapimento mirato.

## Una famiglia distrutta
- Titolo originale: Aperture
- Diretto da: Jean de Segonzac
- Scritto da: Michael Carnes

### Trama
Quando un'aggressione a mano armata viene vista da una finestra vicina, la squadra si affretta a localizzare la vittima per accertarsi che sia al sicuro. Una minaccia di estorsione ai danni della famiglia della vittima porta a una scoperta scioccante.

## Dopo la rabbia
- Titolo originale: Post-Rage
- Diretto da: Norberto Barba
- Scritto da: Kelly Minster (sceneggiatura), Ben Gaspin (sceneggiatura), David Graziano (soggetto) e Julie Martin (soggetto)

### Trama
Benson indaga su una serie di aggressioni sessuali ai danni di psichiatre locali. Nel frattempo, la squadra festeggia una promozione.